# Валпијана (Бергамо)
Валпијана је насеље у Италији у округу Бергамо, региону Ломбардија.
Према процени из 2011. у насељу је живело 205 становника. Насеље се налази на надморској висини од 1020 м.